# دوبرنژ
دوبرنژ (به لاتین: Dobrinj) یک منطقهٔ مسکونی در کرواسی است که در شهرستان پریموری-گورسکی واقع شده‌است. دوبرنژ ۵۵ کیلومتر مربع مساحت و ۲٬۰۷۸ نفر جمعیت دارد.